# Egofonia
Egofonia, (dal greco αῖξ αἰγός), è un termine con cui si indica la cosiddetta "voce belante". In semeiotica rumore patologico, caratterizzato da timbro vocale acuto e nasale auscultabile con l'esame obiettivo del torace.

## Importanza clinica
È uno dei segni clinici al di sopra del versamento pleurico, patologia infiammatoria che determina l'accumulo di liquido tra i due foglietti che rivestono i polmoni e la parete toracica interna.